# Torr
Torrul este o unitate de măsură non-SI a presiunii, denumită după fizicianul italian Evangelista Torricelli. Simbolul torrului este Torr.
Unul dintre modurile prin care se poate defini presiunea este măsurând înălțimea coloanei de fluid care poate fi suportată de acea presiune, sau mărimea coloanei de fluid care apasă cu această presiune la bază. Deși manometrele pot folosi, în principiu, orice fluid, fluidele obișnuite, precum apa, au nevoie de coloane de înălțimi mari, ce nu pot fi realizate într-o încăpere normală. Astfel, pentru a măsura presiunea atmosferică dintr-un anumit loc ar fi nevoie de o coloană de apă de ordinul a 10 metri înălțime. În practică se folosește mercurul, deoarece e un lichid foarte dens. Presiunea atmosferică normală poate să mențină aproximativ 760 mm de mercur în poziție verticală. De aceea, o unitate de măsură convenabilă pentru presiunea atmosferică este 1/760 dintr-o atmosferă, sau un milimetru coloană de mercur (mmHg). 1 mmHg e numit uneori și torr.
Un torr echivalează cu 101325/760 ≈ 133,3223684 Pa (pascali). Deși torrul este încă folosit în ingineria de presiune mică, pascalul este acum unitatea de masură recomandată.
Această unitate, cu denumirea uzuală de 1 mmHg, rămâne cea mai utilizată unitate de măsură și pentru presiunea arterială, în majoritatea lumii.